# Oceanische kampioenschappen wielrennen 2024 – Individuele tijdrit vrouwen elite
De individuele tijdrit voor vrouwen elite op de Oceanische kampioenschappen wielrennen 2024 werd gehouden op 13 april van dat jaar. De deelnemers moesten een parcours van 20,2 kilometer in en rond Mount Walker afleggen. De Australische Isabelle Carnes volgde Georgia Perry op als winnaar.
Zeven Australiërs stonden op de startlijst, aangevuld met twee Nieuw-Zeelanders.

## Uitslag
| Plaats | Naam              | Tijd    |
| ------ | ----------------- | ------- |
| Goud   | Isabelle Carnes   | 29'00"  |
| Zilver | Katelyn Nicholson | + 30"   |
| Brons  | Maddison Taylor   | + 1'14" |
| 4      | Sharlotte Lucas   | z.t.    |
| 5      | Bronwyn MacGragor | + 1'23" |
| 6      | Anna Davis        | + 1'49" |
| 7      | Vanessa Nanfra    | + 2'12" |
| 8      | Olivia Ghisoni    | + 2'49" |
| 9      | Kate Bonner       | + 2'51" |